# Oberer Hörkarsee
Der Obere Hörkarsee (auch Oberer Höhkarsee) ist ein See in der Gemeinde Bad Gastein im österreichischen Bundesland Salzburg.

## Geografie
Der Obere Hörkarsee liegt auf einer Höhe von 2033 m ü. A. in der Katastralgemeinde Böckstein und im Nationalpark Hohe Tauern. Die umstehenden Berge in der Ankogelgruppe sind der 2685 m ü. A. hohe Kreuzkogel im Nordwesten, der 2561 m ü. A. hohe Rosskarkopf im Nordosten, die 2730 m ü. A. hohen Göttinger Spitzen im Südosten, der 2708 m ü. A. hohe Große Woisgenkopf im Süden und der 2611 m ü. A. hohe Mallnitzriegel im Westen. Der Obere Hörkarsee erstreckt sich eine Fläche von 4 ha. Er weist eine Länge von 350 m, eine Breite von 220 m und einen Umfang von 1035 m auf.
Der See wird vom Höhkarbach entwässert, der weiter talabwärts durch den Unteren Hörkarsee fließt, bevor er in den Anlaufbach mündet. Weitere Gebirgsseen im Einzugsgebiet des Anlaufbachs sind der Grasleitensee, der Kreuzkogelsee, der Große Tauernsee und der Woisgensee.

## Ökologie
Der Obere Hörkarsee ist ein oligotropher (nährstoffarmer) See mit sehr großem ökologischem Wert. Während er im Norden, Osten und Süden von Silikat-Schutthalten umgeben ist, finden sich im Westen Bestände an Rostblättrigen Alpenrosen (Rhododendron ferrugineum).